# 量產型璃子～女子的塑膠模型人生組裝記～
《量產型璃子～女子的塑膠模型人生組裝記～》（日语：／ ryousangatariko puramo zyosi no zinsei kumi tateki */?）是2022年7月1日（6月30深夜）到9月2日（1日深夜）在東京電視網的「週四劇場24」播放的電視劇。主演為首次擔任電視劇主角的與田祐希（乃木坂46）。
被戲稱為量產型的普通OL在活動公司工作，因為在城鎮的模型店遇見了量產型薩克，對塑膠模型產生了魅力，進而重新審視自己，描繪出她成長的過程。
從2023年6月30日到9月1日，描繪小向璃子在另一個「另一個世界」中成長的《量產型璃子～另一人的模型女子人生組裝紀～》在同一時段播出。

## 製作
主演的與田祐希對於她所演的主角小向璃子表示：「她是一個希望安定與和平，而不是熱情地生活，沒有特別的興趣或特技的普通女孩，所謂的量產型女孩。我自己也能夠感同身受，接下來能夠一步步構建璃子的生活，讓我非常期待！」
企劃・原案・劇本的畑中翔太表示：「『深夜劇×模型』這樣令人興奮的原創劇誕生了。」他進一步指出：「這部作品並非『單純的模型劇』，而是由與田演出的主角璃子透過與『模型』的邂逅，逐漸改變自己面對自我的方式以及與周圍關係的『愛好者人性劇』。希望大家期待璃子像組裝模型一樣，逐步組建自己人生的小成長故事！」

## 劇中故事摘要
在一家活動公司工作的普通女孩小向璃子，對同事淺井祐樹所說的「量產型的人類」這句話進行自我反思。就在這時，她在城鎮的模型店遇見了機動戰士鋼彈的量產型薩克，對模型產生了迷戀，並藉此機會重新審視自己，逐漸帶動周圍的人一起成長。

## 演出人員

### 主要人物
小向璃子（こむかい りこ）

演員－與田祐希（幼兒時：池谷美音）

主角。在「FUNFUN CREATE」工作。隸屬於公司內被稱為「悠閒部門」的活動第三部。

性格、外貌、喜好、價值觀等，所有一切都是平均的非常普通的「量產型」女孩。

### FUNFUN CREATE
璃子她們工作的活動企劃公司

#### 活動第三部
中野京子（なかの きょうこ）
演員－藤井夏戀
璃子的前輩，是個姐姐般的存在。
高木真司（たかぎ しんじ）
演員－望月步（幼兒時：吉田大駕）
由活動第一部調動至第三部工作，是璃子的後輩
猿渡敦（さるわたり あつし）
演員－與座嘉秋
活動第三部的年長三人組之一，原本為活動第一部的王牌
雉村仁（きじむら ひとし）
演員－森下能幸（青年時：鍋岡守）
第三部部長代理。活動第三部的年長三人組之一，與嶋田社長同期。曾經是一位以製作模型為興趣的模型師。本來考慮提前退休，但自從和璃子一起製作模型後，工作上也開始受到璃子和真司的依賴。
犬塚輝（いぬづか あきら）
演員－兒島雄一（幼兒時：石川譽）
活動第三部部長，活動第三部的年長三人組之一。

#### 活動第一部
大石亮太（おおいし りょうた）
演員－中島步（幼兒時：齋藤潤）
活動第一部的王牌員工
淺井祐樹（浅井祐樹／あさい ゆうき）
演員－前田旺志郎
璃子的同期

### 矢島模型店
郁田千恵美（郁田ちえみ／いくた ちえみ）
演員－石川惠里加（LINKL PLANET）
打工。從最初製作的模型中稱呼璃子為「薩克姐」
矢島一（やじま はじめ）
演員－田中要次
矢島模型店店長，通稱「矢叔」（やっさん）。以前是上班族，但辭職後現在經營著自己的店。

### 客串人物

#### 第1集
嶋田光一郎
演員－阪田雅信（第4、5、10集） （青年期：長友郁真）
FUNFUN CREATE的社長。
竹野慎太郎
演員－感謝野郎（第8集）
活動第二部的員工
社員
演員－舞木仁美（第5集）
活動第二部的員工，進行聯合企劃的簡報

#### 第2集
客戶
演員－明樂哲典、蒲生明美
京子和璃子正在進行的運動跑車公關活動的客戶。

#### 第3集
Mikiki（ミキキ）
演員－安藤玲菜（LINKL PLANET）
「滿天的喉糖」活動出演預定的藝人。璃子將在本人面前跳舞，舞蹈是「加油！蟬子小姐」這首MIkiki的歌曲的編舞。

#### 第4集
滿天的喉糖的員工
演員－岡田菜菜美、遠藤香瑠
從雉村收到「滿天的喉糖」的新商品提案。

#### 第6集
佐伯翔真
演員－小山蒼海
璃子的外甥（姐姐的孩子）。因為姐姐（佐伯萌）的丈夫住院，璃子決定暫時照顧他。

#### 第7集
北雛美（北ひなみ）
演員－夏子
大石的大学同學和前女友。日本酒的釀酒廠・Kakisobata酒造的獨生女。她擔任日本酒酒吧的女將，京子和真司前來拜訪她的店。
FUNFUN CREATE 的社員
演員－荒井芽衣、大音奏依、宮﨑菜菜，以上全為（LINKL PLANET）
協助京子提供有關大石的公司內部資訊。

#### 第8集
初創企業的經營者
演員－根岸拓哉
經營家庭用醫療器械的初創企業的經營者。京子在酒吧認識了他。他向京子請求在未來博覽會上設立展位，但後來單方面通知京子因為無法籌集資金而取消。

#### 第9集
公司的員工
演員－吉見幸洋、吉成友良
淺井在董事會上進行業務報告時，提出了活動三部存續的「游擊提案」。
淺井的上司
演員－藤田建彥
淺井的直接上司。在董事會上責備淺井的言行。告訴他下個月將調動到人事部。

## 放送日程
| 集數   | 播放日期 | 各集主題                | 編劇人員   |
| ------ | -------- | ----------------------- | ---------- |
| 第1集  | 7月1日   | 量產型的我 （量産型なワタシ）         | 翻車魚家城 |
| 第2集  | 7月8日   | 1/24的熱情 （1/24の情熱）         | 華麗村上   |
| 第3集  | 7月15日  | 活動第三部的真司君 （イベント3部の真司君） | 翻車魚家城 |
| 第4集  | 7月22日  | 雉村先生的出航 （雉村さんの船出）     | 畑中翔太   |
| 第5集  | 7月29日  | 璃子、女士，出發！ （リコ、レディ・ゴー!） | 富田雄大   |
| 第6集  | 8月5日   | 8歲的前輩 （8歳のパイセン）          | 華麗村上   |
| 第7集  | 8月12日  | 浪漫不是一天造成的 （ローマは一日にして成らず） | 富田雄大   |
| 第8集  | 8月19日  | 姐姐是英雄 （姉御はヒーロー）         | 畑中翔太   |
| 第9集  | 8月26日  | 機動戰士阿賽 （機動戦士アサイ）       | 翻車魚家城 |
| 第10集 | 9月2日   | 1/1的我 （1/1のワタシ）            | 翻車魚家城 |

## 播放
| 播放期間               | 播放時間            | 播出電視台   | 對象區域       | 備註         |
| ---------------------- | ------------------- | ------------ | -------------- | ------------ |
| 2022年7月1日—9月2日    | 星期五 00:30－01:00 | 東京電視台   | 關東廣域圈     | 製作局       |
| 2022年7月1日—9月2日    | 星期五 00:30－01:00 | 大阪電視台   | 大阪府         |              |
| 2022年7月1日—9月2日    | 星期五 00:30－01:00 | 愛知電視台   | 愛知縣         |              |
| 2022年7月1日—9月2日    | 星期五 00:30－01:00 | 瀨戶內電視台 | 岡山縣、香川縣 |              |
| 2022年7月1日—9月2日    | 星期五 00:30－01:00 | 北海道電視台 | 北海道         |              |
| 2022年7月1日—9月2日    | 星期五 00:30－01:00 | TVQ九州放送  | 福岡縣         |              |
| 2022年7月6日—9月7日    | 星期三 00:00－00:30 | BS東視       | 全國           |              |
| 2022年7月6日—9月7日    | 星期三 00:00－00:30 | BS東視4K     | 全國           | 以4K升頻播出 |
| 2022年9月14日—11月16日 | 星期三 00:00－00:30 | 和歌山電視台 | 和歌山縣       |              |
| 2022年9月19日—11月21日 | 星期一 00:00－00:30 | 琵琶湖放送   | 滋賀縣         |              |
| 2023年1月26日—3月30日  | 星期四 00:55－01:25 | 靜岡放送     | 靜岡縣         |              |

## 網路直播
| 開始直播月份 | 直播平台           | 直播費用           | 備註       |
| ------------ | ------------------ | ------------------ | ---------- |
| 2022年7月    | 東京電視台隨選頻道 | 免費可觀看但有廣告 | 可重複觀看 |
| 2022年7月    | TVer               | 免費可觀看但有廣告 | 可重複觀看 |
| 2022年7月    | GYAO!              | 免費可觀看但有廣告 | 可重複觀看 |
| 2022年7月    | Lemino             | 訂閱式方案         |            |
| 2022年7月    | 光之電視台         | 訂閱式方案         |            |

## 登場模型
- 在劇中出現的模型

| 集數   | 模型                                                                     | 完成者                     |
| ------ | ------------------------------------------------------------------------ | -------------------------- |
| 第1集  | BANDAI SPIRITS1/144量產型薩克最佳機械收藏11                              | 小向璃子                   |
| 第2集  | 青島文化教材社1/24日產GT-R純粹版'14 模型車系列03                         | 小向璃子                   |
| 第3集  | BANDAI SPIRITS RG 汎用人型決戰兵器 人造人類Evangelion初號機              | 高木真司                   |
| 第4集  | BANDAI SPIRITS 1/1000宇宙戰艦大和號2202（最終決戰規格）                  | 小向璃子 雉村仁            |
| 第5集  | 田宮全罩迷你四驅車系列 No.34勝利瑪格南高級碳纖維超級II底盤               | 小向璃子 大石亮太          |
| 第6集  | BANDAI SPIRITSSD高達 BB戰士傳說BB武者頑駄無                              | 小向璃子 佐伯翔真          |
| 第7集  | BANDAI SPIRITS Figure-riseLABO南小鳥                                     | 小向璃子                   |
| 第8集  | BANDAI SPIRITS Figure-rise StandardULTRAMAN 超人力霸王 [B TYPE] -ACTION- | 小向璃子 中野京子 高木真司 |
| 第9集  | BANDAI SPIRITS高級・宇宙世紀1/144 RGM-79RGM-79系列機動戰士               | 小向璃子 淺井祐樹          |
| 第10集 | BANDAI SPIRITSMG1/100 RX-78-2 RX-78系列機動戰士Ver.3.0                   | 小向璃子                   |

## 備註
- 5月7日，節目相關人員中有3人出現發燒症狀，並確診為新型冠狀病毒陽性。到8日為止，共有13名相關人員的陽性結果被確認，因此後續的拍攝暫時停止[25]。9日的公告中未公開節目名稱，而主演的與田祐希的感染情況在8日被確認，乃木坂46的官方網站於10日發表了這一消息[26]。

## 外部鏈結
- 【週四劇場24】量產型璃子～女子的塑膠模型人生組裝記～ 官方網站 －東京電視台
- 週四劇場24「量產型璃子」官方【東京電視台】的X（前Twitter）
- 週四劇場24「量產型璃子」官方【東京電視台】的Instagram帳戶

| 日本 東京電視台系列 週四劇場24        | 日本 東京電視台系列 週四劇場24                                  | 日本 東京電視台系列 週四劇場24 |
| ------------------------------------- | --------------------------------------------------------------- | ------------------------------ |
|                                       | 量產型璃子 ～女子的塑膠模型人生組裝記～ （2022年7月1日—9月2日） |                                |
| 花嫁未滿逃脫 （2022年4月8日—6月24日） | 追逐遊戲W 職權騷擾的上司是我的前女友 （2022年9月9日—10月28日）  |                                |